# Duomo vecchio
Il Duomo vecchio, ufficialmente concattedrale invernale di Santa Maria Assunta, anche detta popolarmente La Rotonda, è uno dei principali edifici di culto nonché concattedrale di Brescia, titolo che divide con l'adiacente Duomo nuovo.
Costruito a partire dall'XI secolo sopra una precedente basilica, ha subito numerosi ampliamenti e modifiche strutturali nel corso dei secoli, mantenendo tuttavia l'originale struttura romanica, che la rende uno dei più importanti esempi di rotonde in Italia, nonché come una dei più significativi esempi dell'architettura romanica lombarda.
L'edificio contiene anche numerose e importanti opere, fra le quali spiccano un sepolcro di Bonino da Campione, l'organo di Giangiacomo Antegnati, il sarcofago marmoreo di Berardo Maggi e il ciclo di tele del Moretto e del Romanino realizzato per la cappella del Santissimo Sacramento della basilica di San Pietro de Dom, qui trasferite dopo la sua demolizione. Di grande importanza è anche la cripta ipogea, risalente al VI secolo ma restaurata nell'VIII secolo. Al V-VI secolo risalgono i resti di alcuni mosaici a pavimento.

## Storia

### Una complessa stratificazione
L'area su cui sorge l'edificio del Duomo vecchio ha una complessa storia e stratificazione storica: infatti, alcuni scavi condotti alla fine del XIX secolo, così come ulteriori indagini archeologiche compiute nel XX secolo, hanno evidenziato in corrispondenza della stessa chiesa l'esistenza di vani e strutture d'età romana, appartenenti forse a un edificio termale del I-III secolo d.C., a ovest del quale scorreva un cardo viario.
In seguito, probabilmente già in età paleocristiana, ebbe inizio la costruzione dell'antica basilica di Santa Maria Maggiore de Dom, un edificio costruito, con ogni probabilità, nel VII secolo e approssimativamente coevo all'adiacente basilica di San Pietro de Dom, sostituita dal Duomo nuovo in età moderna. La basilica di Santa Maria Maggiore era di pianta longitudinale e lunga circa 33-36 metri: senza transetto e a vano unico, doveva inoltre essere uscita verosimilmente distrutta o molto danneggiata dall'incendio che devastò la città nel 1095. Ritrovamenti di mosaici d'età paleocristiana in loco sono significativi e testimoniano la presenza e la donazione effettuata da tale "Syrus Diaconus", come riportato da un lacerto musivo.
Studi compiuti negli ultimi anni del Novecento hanno concluso che il cantiere della nuova cattedrale dovette essere già avviato, più o meno largamente, prima del grande incendio e che quest'ultimo, pertanto, si limitò a confermare definitivamente la sorte della basilica paleocristiana. Nella prima metà del XII secolo la nuova cattedrale doveva essere compiuta, conservando di Santa Maria Maggiore solamente la cripta sottostante.

### Vicende storiche e architettoniche
Verso la fine del Duecento, Berardo Maggi, vescovo e primo signore di Brescia, opera un ampliamento del presbiterio (che fino ad allora era a pianta rettangolare, chiusa da tre absidi) e fa decorare gli interni, ma non si è certi se l'intervento riguardò le sole volte di copertura del deambulatorio oppure anche le pareti e la cupola centrale. Lavori più imponenti vengono messi in pratica nella stessa zona fra la fine del Quattrocento e l'inizio del Cinquecento per mano di Bernardino da Martinengo, che prolunga notevolmente il presbiterio a est (1490), coprendolo con volta a crociera di carattere ancora gotico. Al cantiere partecipa anche Filippo Grassi, futuro direttore del cantiere di palazzo della Loggia. Nella stessa circostanza viene inoltre aggiunto il transetto, completandolo con la cappella delle Sante Croci sul lato sinistro (1495). Il nuovo presbiterio vede la partecipazione di Gasparo Cairano nella realizzazione delle chiavi di volta, mentre Vincenzo Civerchio ne affresca le pareti con le Storie della Vergine, in seguito perdute. All'indomani del tragico sacco di Brescia per opera dell'esercito di Gaston de Foix-Nemours, nel 1512, il comune di Brescia decide di dedicare maggiori sforzi all'abbellimento della chiesa: nel 1518 viene installato l'organo di Giovanni da Pinerolo, decorato con ante dipinte da Floriano Ferramola e dal Moretto conservate nella chiesa di Santa Maria Assunta in Valvendra a Lovere. Nel 1536 lo strumento è già sostituito da quello ancora presente, opera monumentale di Giangiacomo Antegnati, che viene arricchito da ante realizzate dal Romanino, poi nel Duomo nuovo.
Dal 1571 ha inizio il riordino degli interni secondo le direttive della Controriforma, affidato all'architetto Giovanni Maria Piantavigna. È stata inoltre appena vinta, il 7 ottobre, la Battaglia di Lepanto dalle forze della Repubblica di Venezia, dominante sulla città: era il giorno dedicato a santa Giustina di Padova e la costruzione di cappelle a lei dedicate si diffonde velocemente in tutti i territori della Repubblica. Il Piantavigna, per ragioni di simmetria con la già presente cappella delle Sante Croci, posiziona la nuova cappella di Santa Giustina sul lato destro del transetto, che cambierà poi intitolazione come cappella del Santissimo Sacramento. Inoltre, ristruttura la cappella delle Sante Croci e fa ridipingere il transetto da Tommaso Sandrino e Francesco Giugno, la cui opera è giunta fino a noi a tratti. La cappella delle Sante Croci, fra l'altro, subirà un ulteriore e definitivo restauro nei primi anni il Seicento. Infine, sposta l'ingresso originario della concattedrale e lo pone dov'è tuttora.

### I restauri ottocenteschi ad opera di Luigi Arcioni
A ridosso della fine del XIX secolo furono avviati i cantieri per il restauro del duomo vecchio, supervisionati e diretti dall'architetto Luigi Arcioni. Egli ebbe modo di compiere interventi ben mirati volti alla sistemazione del luogo di culto, come per esempio rabberciare le coperture interne della cattedrale, ricostruire l'originario ingresso romanico ribassato a doppia entrata: rimarcò inoltre la posizione dei pilastri ricoprendoli ed evidenziando anche il pavimento dell'ambulacro; riportò alla luce l'antica cripta di san Filastrio, fino ad allora sigillata ed utilizzata come fossa comune, ricostruendone gli ingressi; riscoprì tra l'altro le fondamenta della precedente cattedrale, la basilica di Santa Maria Maggiore de Dom, segnandone il perimetro nella pavimentazione mediante l'uso di pietre più scure e riportandone anche alla luce alcuni mosaici pavimentali.
In generale, inoltre, compì una risistemazione degli arredi liturgici, isolandoli e facendoli risaltare per valorizzarne ulteriormente la valenza simbolica e culturale; operazione, questa, compiuta in egual modo anche per l'arca di Berardo Maggi. Il restauro del duomo vecchio si configurava dunque come una riqualificazione complessiva dell'edificio chiesastico e voleva restituire alla comunità la stessa struttura con un nuovo compito: avendo essa perso il ruolo di cattedrale cittadina a favore del duomo nuovo, le era assai più consona una veste museografica, di contenitore di opere d'arte e di storia della città.

### Le vicende novecentesche
Alla fine del Novecento gli affreschi del transetto vengono ripuliti e restaurati, soprattutto per rimediare ai costanti problemi di umidità che affliggono l'edificio. Nei primi mesi il 2010, inoltre, dopo una serie di piogge abbondanti, il problema ha raggiunto l'apice con l'inondazione della cripta, rimasta sommersa sotto una decina di centimetri d'acqua per alcune settimane. Una certa soluzione sembra essere stata fornita da opere di coibentazione dei muri interrati, messe in pratica durante l'estate del 2010.

## Struttura

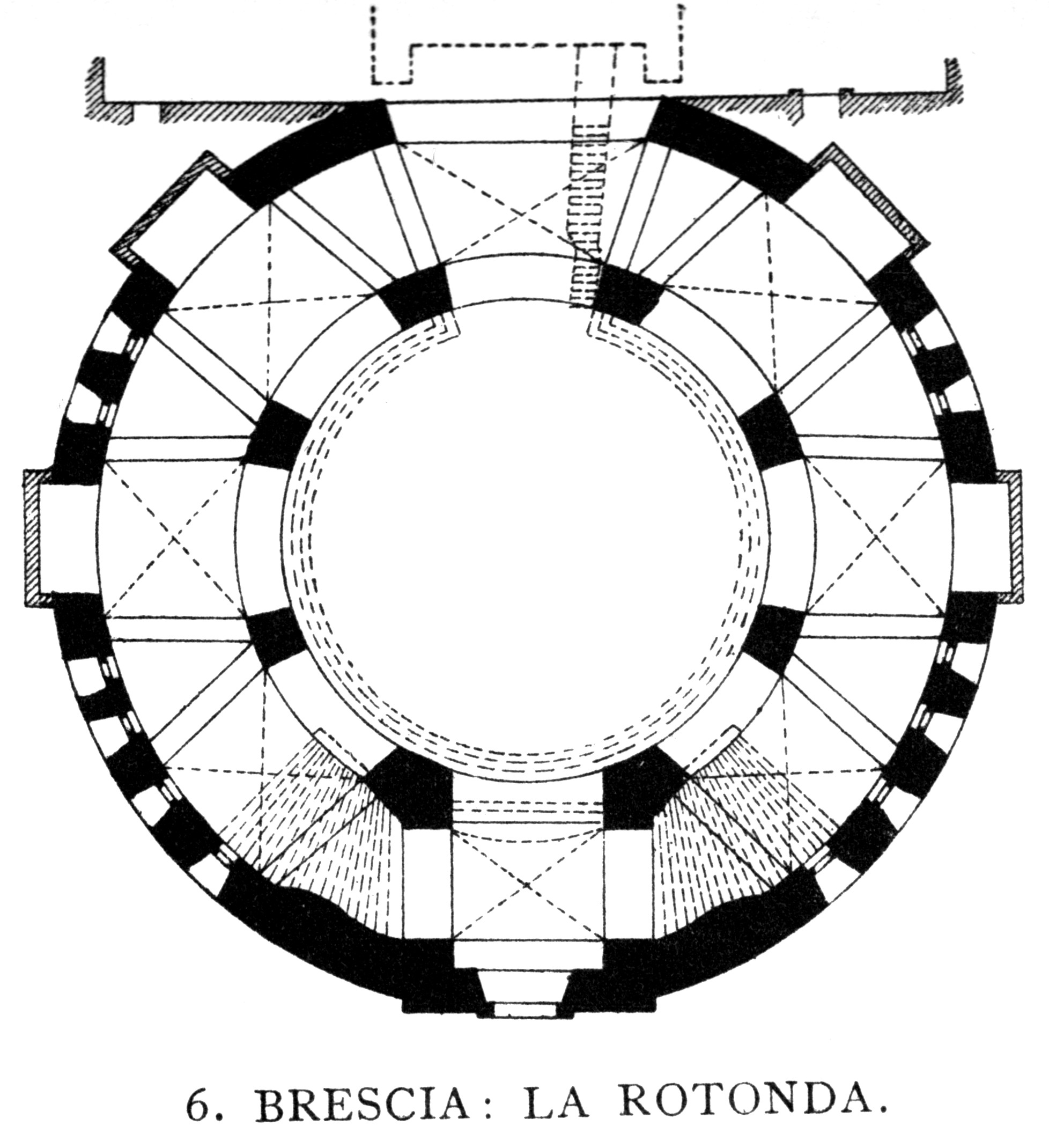
Pianta

Come già detto, sia per le sue caratteristiche costruttive ed architettoniche, sia per l'altissimo grado di conservazione delle strutture originarie, il duomo vecchio di Brescia si posiziona fra i più tradizionali e importanti esempi di rotonde romaniche in Italia. L'aspetto attuale è comunque frutto di due ampliamenti: uno della fine del Quattrocento, che aggiunse il presbiterio e l'abside sul fondo, e uno praticato durante la seconda metà del Cinquecento, che completò il transetto e praticò altri interventi. Anche la già citata cripta è estremamente significativa, essendo essa risalente al VI secolo.

### Esterno
L'esterno del Duomo vecchio non è pienamente apprezzabile a causa del considerevole innalzamento della piazza del Duomo. La grande struttura cilindrica di epoca romanica è composta di blocchi regolari di medolo, marmo di botticino, interrotti da monofore con archi a tutto sesto disposte su tre diversi livelli: il primo sulle pareti del deambulatorio, il secondo alla base del cilindro centrale, il terzo, molto fitto, sulla sommità di quest'ultimo, dove le monofore sono sostituite, in direzione nord, sud e est, da oculi circolari. In questa fascia, le monofore presentano anche una tripla strombatura digradante verso l'interno. Il cilindro centrale, inoltre, è decorato da leggere e sottili lesene disposte a intervalli regolari e coronato da un fregio a denti di sega in cotto con archetti, tipico dell'arte decorativa del periodo.

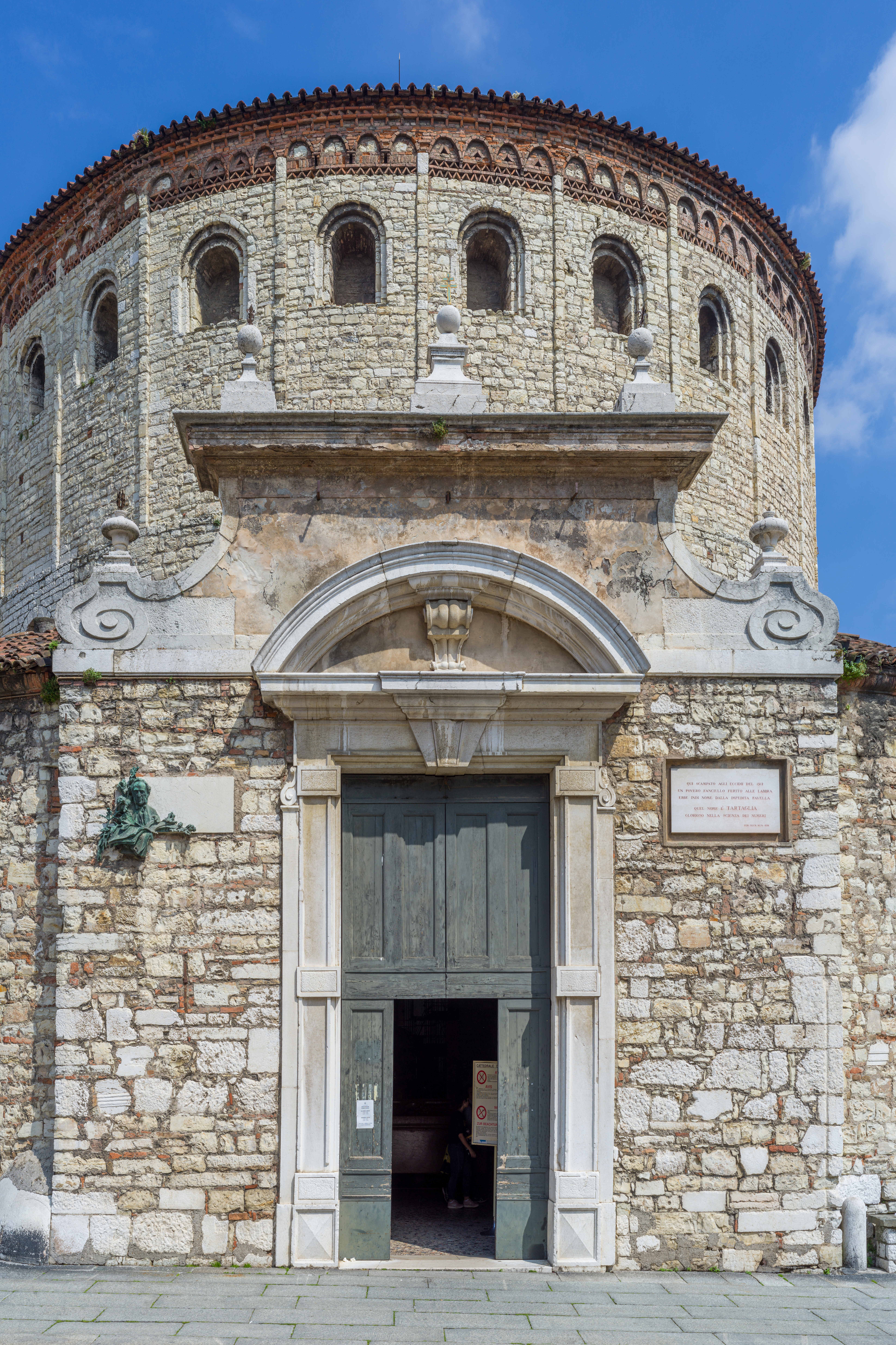
L'ingresso

Sul fronte principale, in asse con il presbiterio interno, si trova l'ingresso alla concattedrale, che fu aperto nel 1571 in sostituzione di quello inferiore all'epoca ormai definitivamente interrato, che si può ancora vedere dall'interno. Al di sopra dell'ingresso si alzava il campanile del duomo, ma un malaugurato ingrandimento del portale, effettuato nel Seicento, portò al crollo della torre nel 1708. Il campanile, è ben visibile in solamente due raffigurazioni: un dipinto di Francesco Maffei, conservato all'interno della basilica, e la miniatura in copertina all'Estimo della città di Brescia del 1588, che raffigura il lato est di piazza del Duomo con il Broletto, la Basilica di San Pietro de Dom e appunto il Duomo vecchio con il campanile. Dalle immagini si evince che si trattasse di una tradizionale torre campanaria romanica, approssimativamente molto simile al campanile della chiesa di San Giorgio, sebbene molto più alta. L'attuale ingresso è decorato da un portale in marmo in moderato gusto barocco, con timpano semicircolare sul portale e cimasa a coronamento del corpo d'ingresso.
Sul lato destro del Duomo si apre un'area dove, attraverso uno sterro, è stato riproposto il livello originario che aveva la piazza al momento della costruzione della concattedrale. In questa zona si può osservare un'arcata decorata da conci di pietra e mattoni alternati: si tratta dell'ingresso destro del nartece originario che fungeva da accesso al Duomo, il quale era, pertanto, privo di ingresso frontale. L'altro ingresso del nartece, posto simmetricamente a quello visibile, rimane interrato sotto la piazza.
La parte retrostante del duomo, difficile da osservare dall'esterno a causa delle costruzioni addossate attorno all'edificio, mostra l'evoluzione della fabbrica nel corso dei secoli con i vari ampliamenti praticati, in particolare quelli cinquecenteschi. Dalla piazza del Duomo, in particolare, è visibile l'intervento di Piantavigna, con il corpo della cappella del Santissimo Sacramento e le due piccole cupole con lanterna, una posta sopra la cappella e una sull'estremità del transetto. Altri particolari del retro del duomo sono visibili dalla retrostante Via Mazzini, sul fondo di una breve rientranza immediatamente di fianco alla parete del Duomo nuovo, dove il profilo murario degli edifici residenziali medievali è assente ed è pertanto possibile vedere molto chiaramente il lato sinistro del transetto, il retro della cappella delle Sante Croci e l'odierno campanile della concattedrale. Quest'ultimo, molto piccolo e quasi incoerente con l'importanza dell'edificio, fu costruito nel Settecento dopo il crollo della torre originaria. L'area non è accessibile al pubblico ma solo visibile dall'esterno, essendo un cortile di servizio alla concattedrale direttamente connesso con la sagrestia interna.
L'aspetto esterno della concattedrale, in più punti, ha un aspetto rabberciato o, comunque, di fattura successiva: è il caso, ad esempio, delle grandi monofore alla base del cilindro centrale, le quali più d'una sono circondate da un "alone" murario visibilmente ricostruito. Si tratta degli interventi di restauro operati alla fine dell'Ottocento da Luigi Arcioni, che si adoperò per ridare alla struttura l'originale aspetto romanico. Gli interventi furono vari e molto diffusi, all'esterno e all'interno: nel caso citato, Arcioni fece ricostruire le originali monofore in sostituzione dei grandi finestroni aperti alla fine del Cinquecento.

### Interno

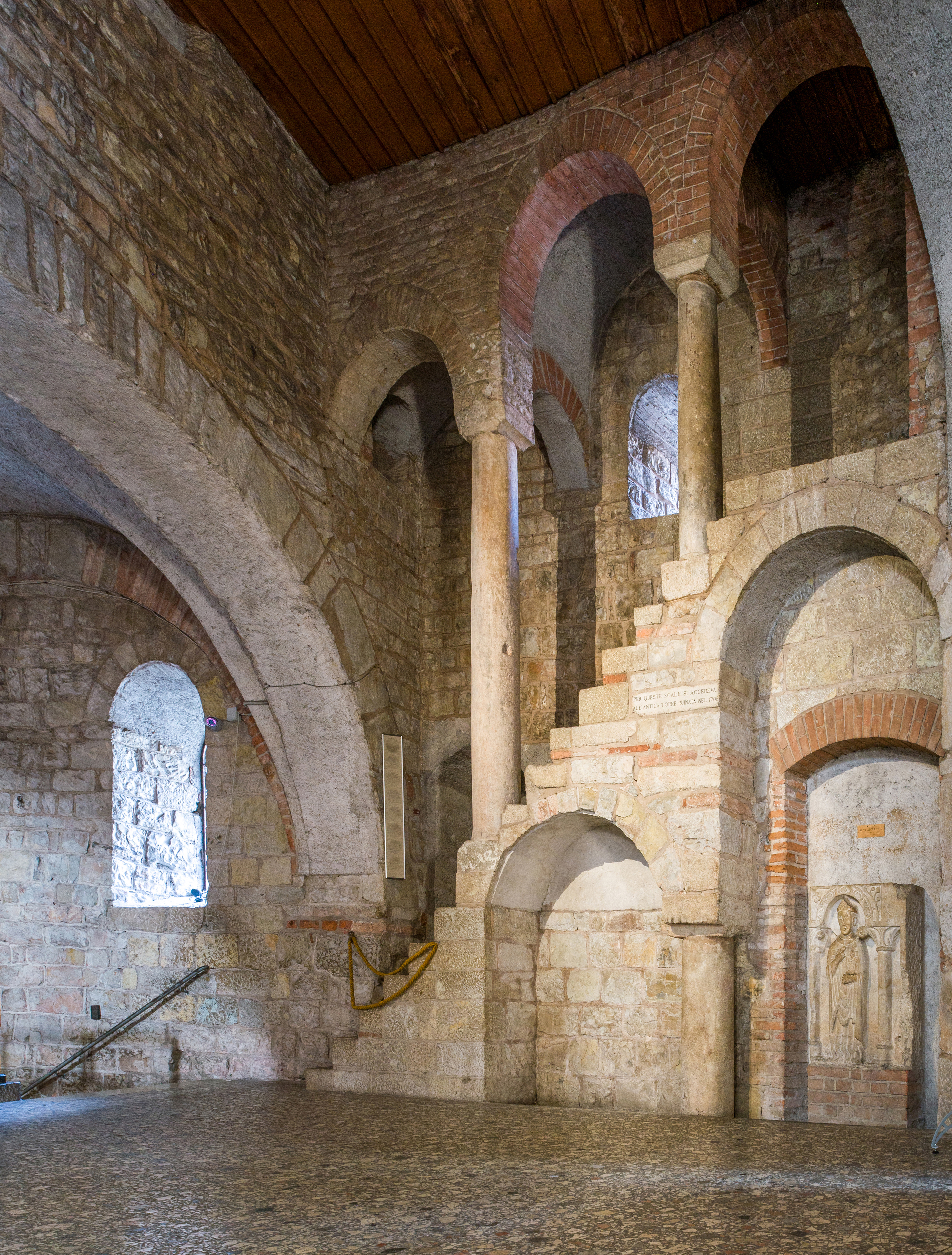
Una visione particolare delle arcate interne della struttura

L'interno del Duomo vecchio risulta suddiviso in varie zone poste a più livelli. Caratterizzato dalla sobria solennità dell'architettura romanica, deve il suo aspetto attuale ai lavori di restauro ottocenteschi di Luigi Arcioni, che hanno eliminato tutte la stratificazione successiva e riportato alla luce la base originale.
L'attuale ingresso permette ad un unico sguardo di abbracciare la platea inferiore, gli ambulacri e il presbiterio quattrocentesco: questa visuale privilegiata, che non corrisponde a quella originaria, venne aperta nel 1571 da Giovanni Maria Piantavigna, che in quel punto rialzò il pavimento dell'ambulacro sottostante fino al livello del nuovo ingresso, mentre ai due lati del rialzo pose due scalinate che riportano al livello originario.
Ai lati dell'attuale portale si scorgono le due scale che conducevano al campanile crollato nel 1708. Anche queste scalette, con colonne romaniche, sono state riportate alla luce dal restauro ottocentesco.
L'interno del Duomo vecchio si può riassumere nel seguente schema: dall'ingresso rialzato, tramite le scale costruite dal Piantavigna si può scendere, sia da destra sia da sinistra, nell'ambulacro circolare che fa da perimetro esterno alla concattedrale. L'ambulacro è separato dal nucleo centrale, detto "Platea di Santa Maria", da otto imponenti pilastri trapezoidali che, mediante archi a tutto sesto, sostengono la grande cupola superiore. Alla platea si può accedere attraverso scalette in metallo di moderna installazione, poste immediatamente a lato del punto d'arrivo sull'ambulacro delle scale del Piantavigna; procedendo invece sull'ambulacro, si arriva all'intersezione fra questo e il corpo del presbiterio dove, scesa una breve scalinata che conclude sia l'ambulacro destro sia il sinistro, si possono risalire alcuni grandini per raggiungere il presbiterio, oppure scendere nella "Cripta di San Filastrio" attraverso i due cunicoli laterali. Saliti i gradini del presbiterio si arriva nel transetto, prolungato su entrambi i lati, mentre procedendo ancora si salgono nuovamente dei gradini e si arriva nel coro, e da lì all'abside.

#### Platea di Santa Maria

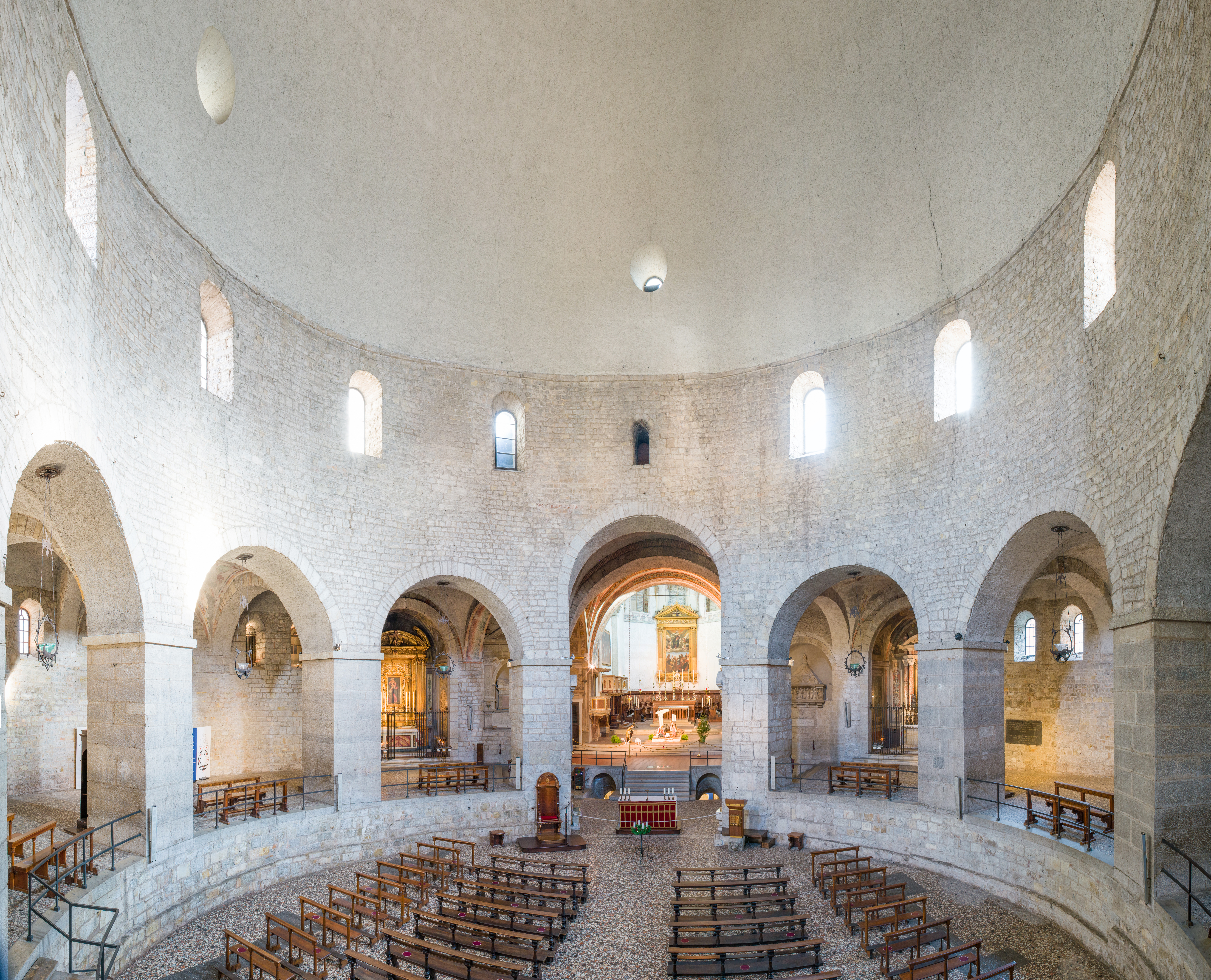
Visione della platea di Santa Maria

La Platea di Santa Maria, nucleo centrale e circolare del duomo, è posto al livello più basso (non considerando la cripta) e si raggiunge mediante scalette metalliche di moderna installazione; solo da qui si può apprezzare appieno l'imponenza della struttura romanica, con gli otto pilastri di contorno, gli arconi, le dieci monofore che illuminano l'interno e la grande cupola centrale. Nella zona della platea in direzione opposta al presbiterio si nota l'arco dell'ingresso antico, al quale si giungeva attraverso due porte congiunte da un nartece, viste all'esterno. Chiusi i due ingressi, il nartece è stato trasformato in cappella battesimale e vi si trova un fonte in marmo del Quattrocento.
Di particolare interesse nella platea sono i resti della precedente Basilica di Santa Maria Maggiore de Dom, emersi durante gli scavi del 1894. Sul pavimento della platea, utilizzando delle piastrelle nere, è evidenziato il profilo delle fondazioni della basilica, scoperte in quell'occasione: si tratta di muri di modesto spessore e privi di particolari contrafforti, il che, unito al periodo di costruzione della basilica, ha portato a credere che essa fosse di struttura molto semplice, con tetto in capriate a vista e oltretutto a navata unica, poiché non sono state trovate tracce di pilastri interni. Dell'antica basilica, in questa zona, rimangono anche lacerti degli originali mosaici che ricoprivano i pavimenti, posti sotto le due scalette d'accesso in metallo: si tratta di mosaici a motivi geometrici risalenti al V secolo o al VI secolo, periodo di fondazione della basilica.

#### Cripta di San Filastrio

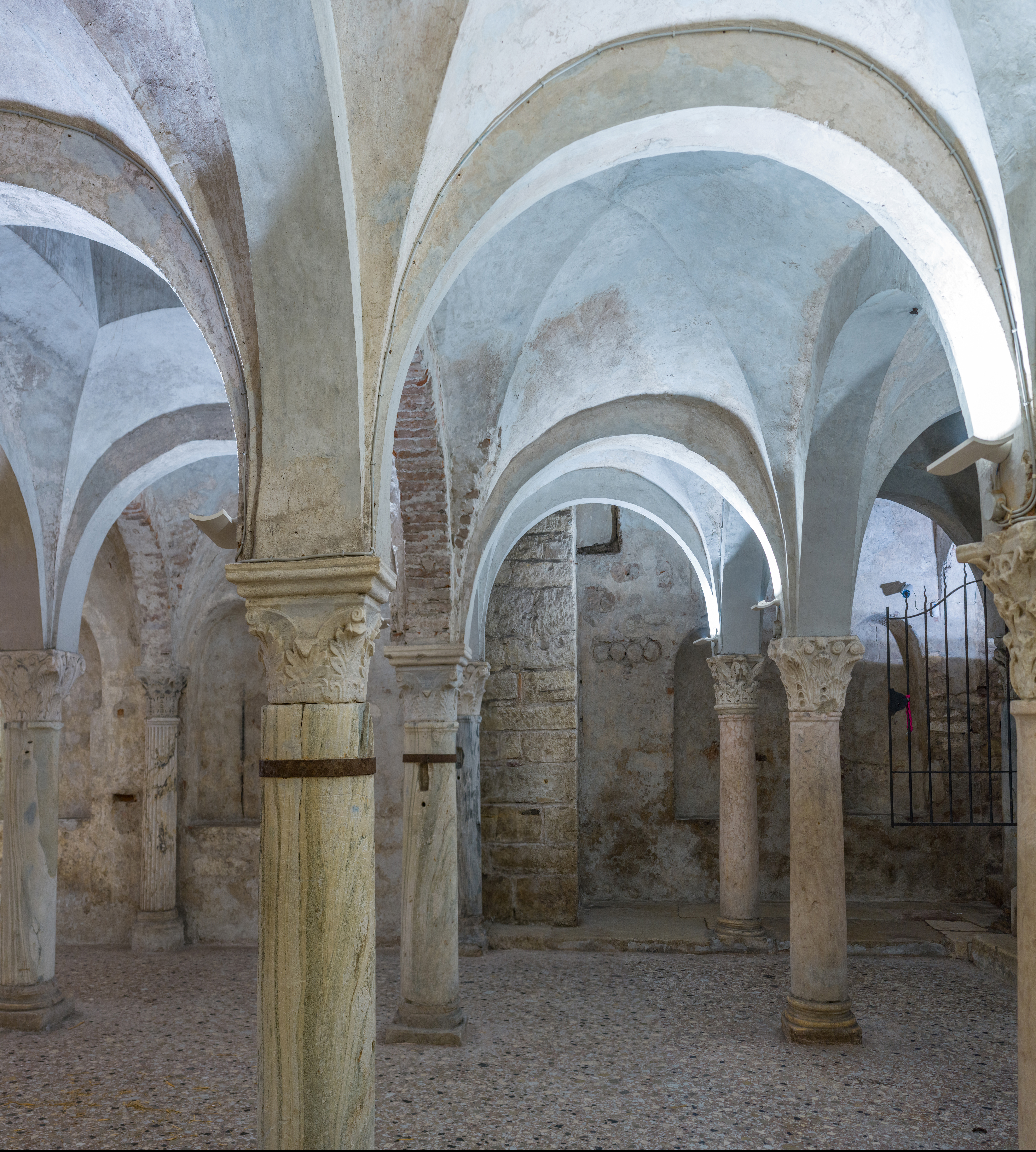
Il colonnato della cripta

La cripta del Duomo vecchio, raggiungibile mediante scale ai lati dei gradini che salgono al presbiterio, faceva parte della precedente Basilica di Santa Maria Maggiore de Dom e, in quanto tale, è il luogo più antico a noi giunto riguardante la cristianità bresciana. La cripta è composta da tre navate da quattro campate ciascuna, separate da due colonnati e coperte da una serie di volte a crociera. Il colonnato, sotto forma di lesene, ricorre anche lungo le pareti, dove sostiene l'imposta delle volte. Le tre navate sono concluse, sul fondo, da tre absidi, mentre nicchie rettangolari e rientranze nei muri movimentano i muri laterali, soprattutto nella zona d'ingresso, dove arrivano le due scale provenienti dal presbiterio. Nella parte anteriore della cripta, le tre navate diventano cinque.
La cripta risale almeno al VI secolo, cioè quando fu costruita la basilica, ma non ha mantenuto l'originale assetto, rivisto forse nell'VIII secolo. La cripta è denominata "di San Filastrio" poiché, il 9 aprile 838, il vescovo San Ramperto collocò qui le reliquie del santo vescovo bresciano vissuto nel IV secolo, traslandole dalla basilica di Sant'Andrea, prima cattedrale di Brescia e già distrutta a quel tempo. Non è inverosimile, quindi, che la cripta sia stata restaurata, assumendo il nuovo e attuale aspetto, proprio in quell'importante occasione. Dell'ambiente, pertanto, sono originali del VI secolo solamente i muri perimentrali, mentre le volte a crociera delle campate e, comunque, la posizione delle colonne risalgono almeno all'VIII secolo. Quasi tutte le colonne e i capitelli utilizzati nella cripta sono di epoca romana: è tutto materiale di spoglio, tratto da edifici romani ormai abbandonati o in decadenza. Molti capitelli sono invece bizantini, risalenti all'VIII secolo o al IX secolo, posizionati dunque durante il restauro della cripta, e per la maggior parte sono rozze copie dei più raffinati capitelli di ordine corinzio romani. Sebbene gli elementi utilizzati siano in gran parte di spoglio, si può comunque apprezzare un certo ordine nel loro posizionamento: quasi tutte le colonne sono accoppiate e poste simmetricamente, oppure i capitelli fra loro simmetrici, se non uguali, sono simili o con gli stessi motivi decorativi.

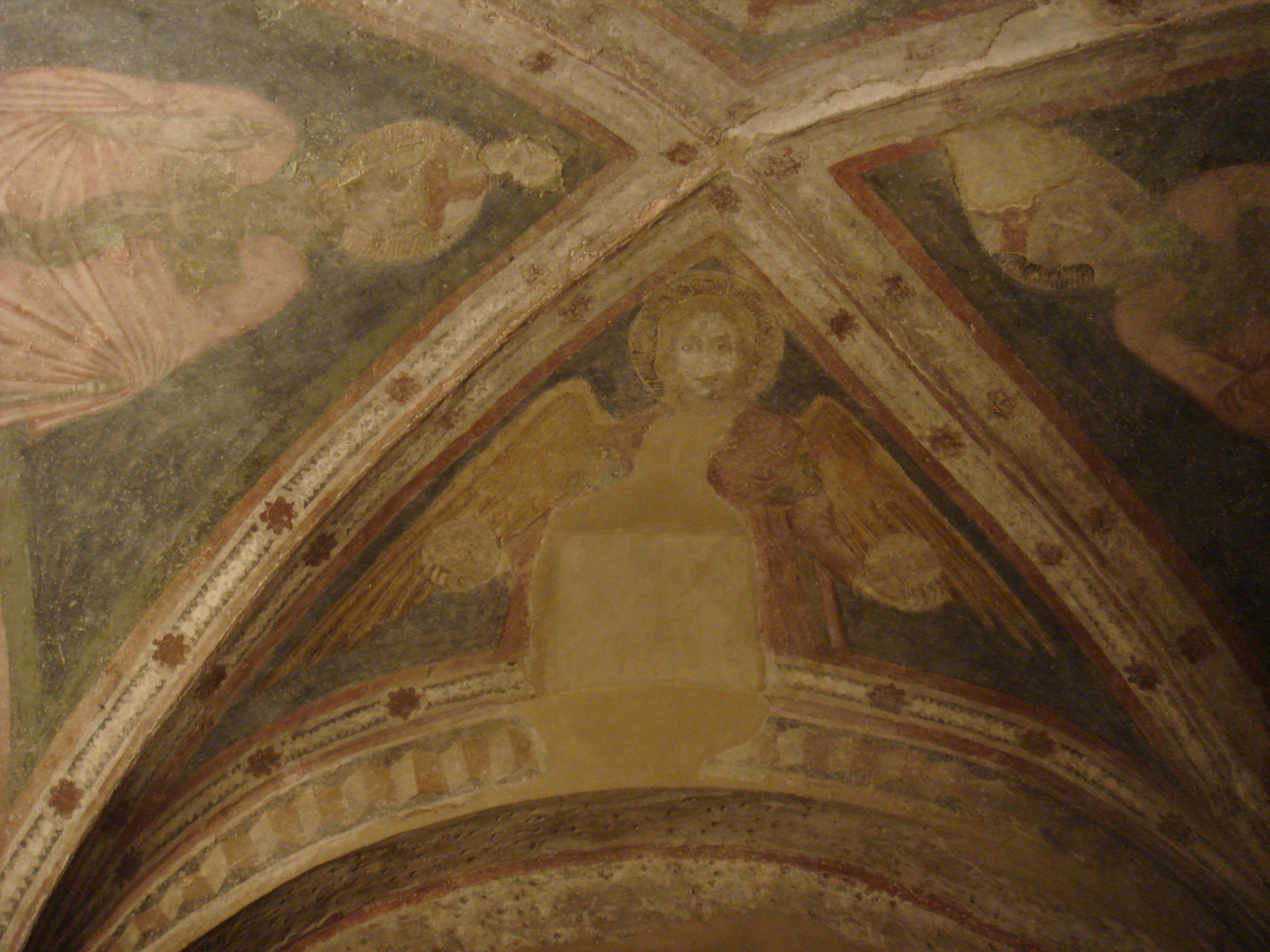
Affreschi della cripta

A parte i capitelli e le colonne, l'ambiente appare completamente spoglio: di tutto ciò che un tempo, sicuramente, doveva occupare la cripta, nulla è giunto fino a noi quanto ad altari, sculture, sarcofagi o arredi. Ultimo, degradatissimo lacerto di una qualche decorazione resta nell'abside della navatella centrale: qui, molto sbiadito, è posto un affresco raffigurante forse Cristo in gloria fra angeli e i Santi Filastrio e Apollonio. La figura di quello che dovrebbe essere Gesù è posta al centro e se ne distinguono, molto in alto vicino alla cornice della semicalotta di copertura, i tratti del volto. Ai lati di questa figura, si notano in basso due figure umane riccamente vestite, sormontate da un angelo a sinistra e da quella che appare un'aquila a destra. Sui bordi dell'abside appaiono, più conservati, motivi decorativi quali cornici e un vaso contenente vegetali, mentre la fascia di base, alta poco più di mezzo metro, è decorata con un motivo a panneggi, anch'esso molto vago. Gli affreschi, resi in questo stato da secoli di umidità, risalgono all'XI o al XII secolo, probabilmente apposti al momento della costruzione del duomo. Della stessa epoca, ma molto meglio conservati, sono Sant'Apollonio, San Gaudenzio, San Filastro e l'Arcangelo Michele raffigurati nelle vele della volta a crociera dell'ultima campata centrale, proprio davanti all'abside.

## Opere e dettagli
Nel Duomo vecchio sono custodite numerosissime opere di vario tipo, collocate in più punti nella concattedrale, ma concentrate nella zona del transetto e del presbiterio.

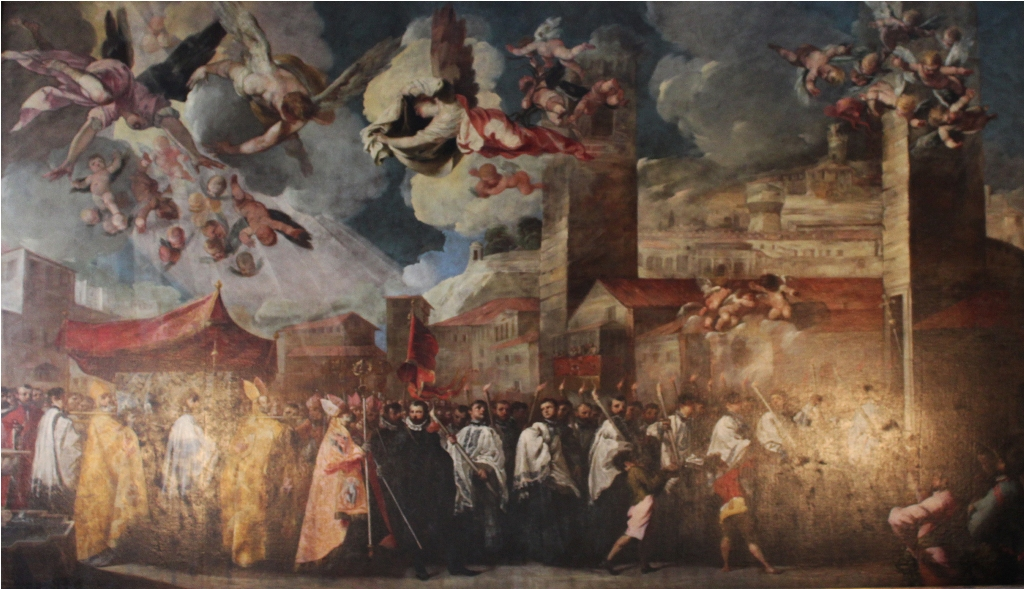
Traslazione dei corpi di san Dominatore, san Paolo e san Anastastio vescovi di Brescia, di Francesco Maffei

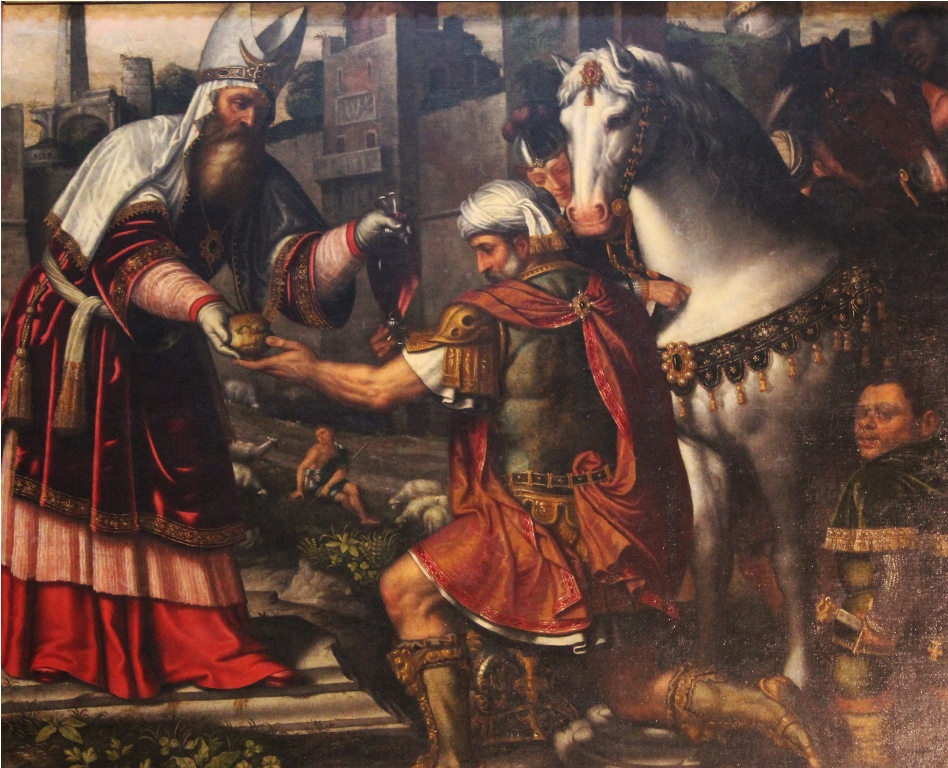
Re Mechisedec offre pane e vino ad Abramo (Moretto e aiuti)

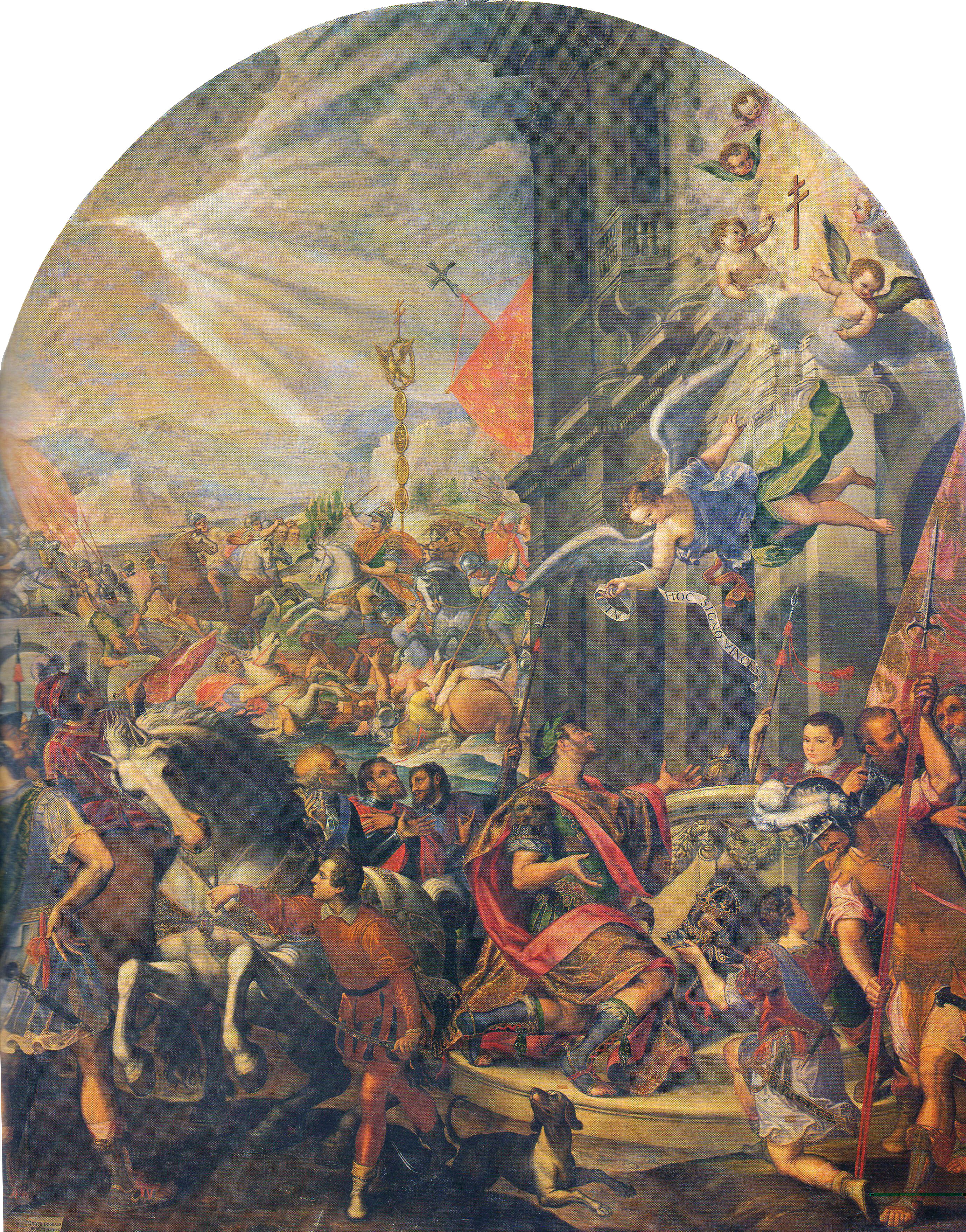
Apparizione della croce a Costantino (Grazio Cossali)

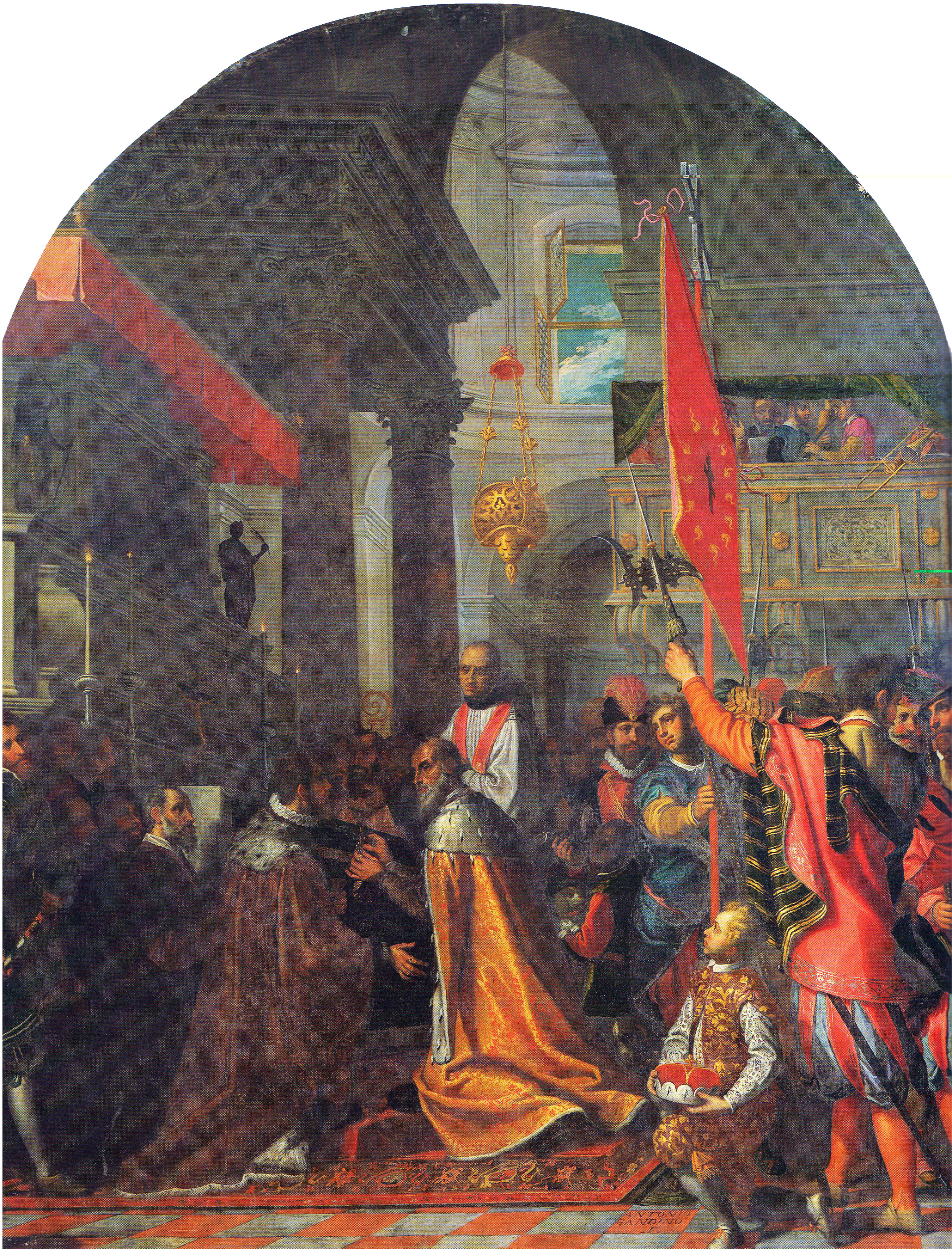
Donazione di Namo di Baviera (Antonio Gandino)

### Ingresso

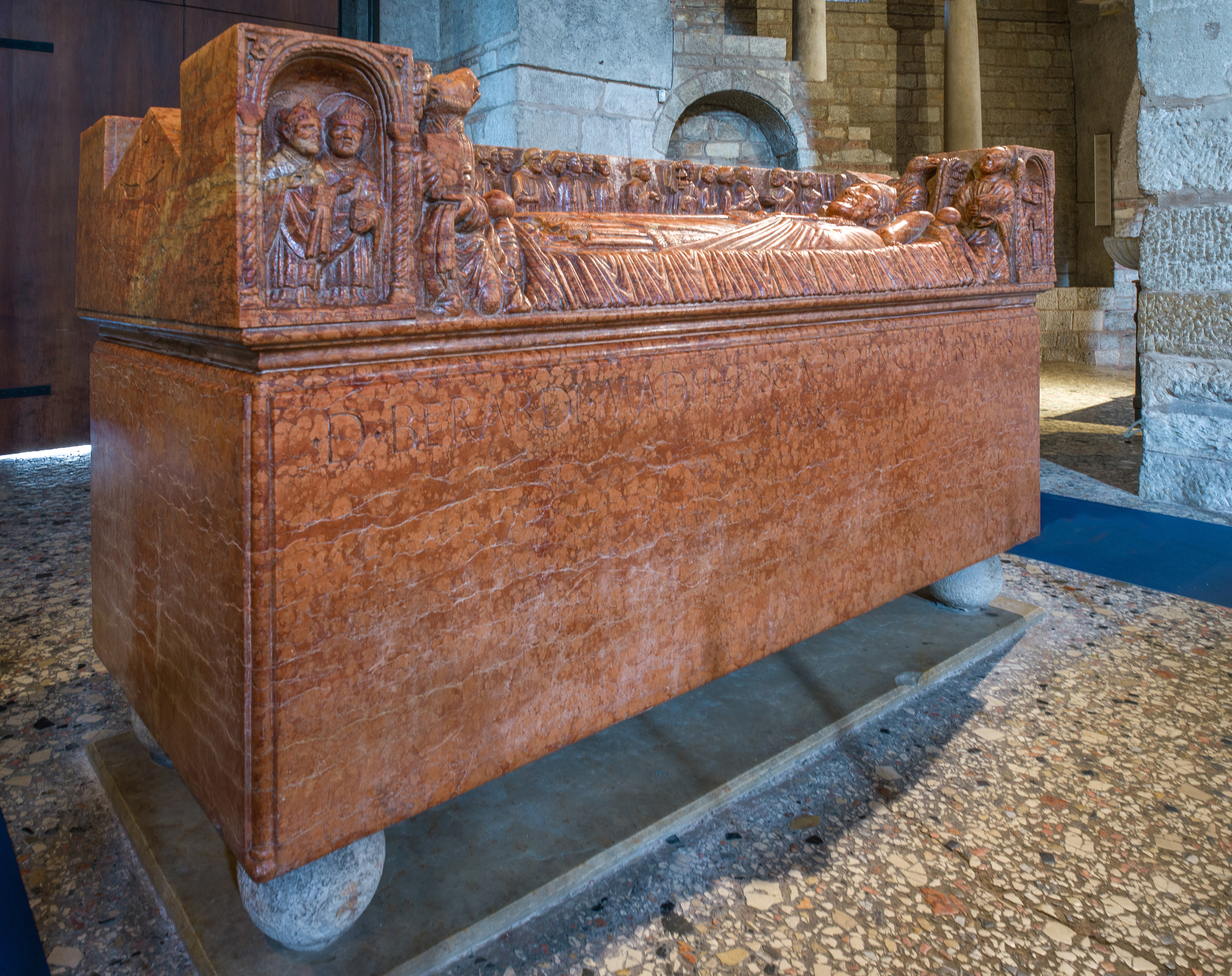
Il sarcofago di Berardo Maggi

La prima opera custodita nel Duomo vecchio, che accoglie chiunque vi entri dall'ingresso principale, è il grande sarcofago in marmo rosso di Verona dove è sepolto Berardo Maggi, vescovo e primo signore di Brescia, vissuto nella seconda metà del Duecento e vera pietra miliare nella storia della città. Il 25 marzo 1298 infatti, Berardo Maggi impone infatti la pace fra le fazioni che dilaniavano la vita del Comune, i tradizionali guelfi e ghibellini, ponendosi come Signore della città e, essendo già vescovo, unificando il potere civile e temporale sotto una sola figura. Si tratta di un grande parallelepipedo monoblocco di marmo rosso di Verona, quasi privo di decorazioni, chiuso da un coperchio a doppio spiovente invece riccamente decorato. L'opera, di finissima fattura ed elevato pregio artistico, risale ai primi anni del Trecento, dal momento che lo stesso Berardo Maggi morì nel 1308.
Lo spiovente anteriore, rivolto verso l'ingresso del duomo, è decorato con il Giuramento di pace e fedeltà al vescovo, la cosiddetta "Pace di Berardo Maggi" con la quale fu sancita la concordia fra le fazioni. La scena raffigura due cortei di persone che escono uno dal Broletto, posto all'estremità destra, e dalla Basilica di San Pietro de Dom a sinistra, dunque dai due edifici simbolo delle fazioni, e si incontrano in un'arcata centrale. Qui, ai lati di un altare, i rappresentanti dei due cortei sono raffigurati nell'atto del giuramento con la mano sopra un libro, verosimilmente la Bibbia, mentre Berardo Maggi, in piedi fra i due, tiene fra le mani una lunga pergamena recante gli accordi fra le fazioni. Curiosamente, il corteo dei ghibellini che proviene da destra è più lungo di quello dei guelfi, uscente da sinistra, e pertanto la scena centrale con il Giuramento risulta essere di poco spostata verso sinistra. Evidentemente, la fazione ghibellina contava molti più membri e difatti era proprio così, essendo Brescia fondamentalmente ghibellina. Il fatto è anche testimoniato dal coronamento della scena sul margine superiore dello spiovente, costituito infatti da una merlatura ghibellina.
Sullo spiovente posteriore, invece, è posto Berardo Maggi raffigurato a grandezza naturale, disteso su un lenzuolo fittamente drappeggiato, vestito con la tunica vescovile e la mitria. Nella mano sinistra tiene il pastorale, mentre la destra è in gesto di benedizione. Sullo sfondo è raffigurato il corteo dei Funerali di Berardo Maggi, mentre sui quattro angoli del lenzuolo dove è disteso il vescovo sono posti i quattro animali dell'Apocalisse di Giovanni, simbolo degli Evangelisti. Ai quattro angoli del coperchio, sul fianco di cubi sporgenti dallo spiovente, sono raffigurati i Santi Pietro e Paolo sul lato della Pace e, sul lato dei Funerali, i Santi Filastrio e Gaudenzio a sinistra e i Santi Faustino e Giovita a destra. I due frontoni laterali del coperchio, di forma trapezoidale, recano da un lato una semplice croce greca e dell'altro l'episodio di San Giorgio che trafigge il Drago. L'unica incisione sul sarcofago sottostante, invece, è posta sul lato dei Funerali ed è l'iscrizione dedicatoria del sepolcro: "BERARDI MADII EPISC AC PRINCIP UR BRI", cioè "A Berardo Maggi Vescovo e Principe della Città di Brescia". Il sarcofago, in origine, era collocato dietro o a fianco dell'altare maggiore: da lì, nel 1571, fu trasferito nella testata sinistra del transetto e trasportato nel luogo attuale solo nel 1896.
A destra dell'ingresso, sotto la rampa di scale che anticamente portava al campanile, è posta una lastra marmorea del Duecento scolpita a bassorilievo, recante la figura e l'effigie di Sant'Apollonio. La figura è posta entro un contesto architettonico di colonne e archi e, molto probabilmente, faceva parte di un'opera maggiore, forse un dittico, essendo la colonna scolpita a sinistra troncata a metà.

### Ambulacro destro e cappella dell'Angelo Custode
Il lato sinistro del deambulatorio ospita, in un'arcata ricavata dentro il muro perimetrale, la cappella dell'Angelo Custode, chiusa da un cancello in ferro con bronzi dorati. L'altare della cappella risale al Seicento, è in marmo botticino e breccia rosata ed è caratterizzato da eleganti forme classiche. L'altare è adornato da una tela ottagonale opera di inizio Seicento di Antonio Gandino, raffigurante l'Angelo Custode che indica a un bimbo la via del Cielo.
Accanto alla cappella, entro una nicchia a metà altezza sul muro, è collocato in monumento funebre al vescovo bolognese Balduino Lambertini, che resse la diocesi di Brescia fra il 1344 e il 1349. Il sepolcro è opera di Bonino da Campione, importante scultore nell'arte gotica di fine Trecento. Il fronte è decorato con un altorilievo raffigurante, al centro, la Vergine Maria con il Bambin Gesù: quest'ultimo sta benedicendo il vescovo Lambertini che, inginocchiato, è presentato da San Lorenzo al cospetto di altri santi, fra i quali Sant'Ambrogio che tiene nella destra un flagello. Ai lati della cassa, in due ricettacoli rettangolari aggettanti, sono invece raffigurati San Pietro e San Paolo a mezzo busto. Sopra il sepolcro è posta una struttura a piramide tronca che culmina con la statua del Christus patiens e simula un baldacchino dalle cortine aperte, dietro le quali è distesa la figura del vescovo in abiti pontificali e mani incrociate.

### Presbiterio
L'odierno presbiterio della concattedrale è il risultato di ben due ampliamenti: il primo consiste dalla grande volta a crociera affrescata che costituisce il centro del transetto, mentre il secondo consiste nel coro che procede lungo l'asse centrale dell'edificio, concluso dall'abside di fondo. Il primo è opera della ricostruzione operata nella seconda metà del Duecento per volontà di Berardo Maggi, mentre il secondo fa parte del più esteso ampliamento di fine Quattrocento. Sul pavimento, invece, proprio come nella Platea di Santa Maria, sono visibili i resti delle pavimentazioni a mosaico della Basilica di Santa Maria Maggiore de Dom. In particolare, proprio in cima ai gradini che salgono al presbiterio, è visibile un mosaico databile al VI secolo che reca la scritta dedicatoria di un diacono di nome Siro il quale, a quanto pare, aveva offerto le decorazioni a mosaico della basilica. La scritta è poi circondata dai Dodici Agnelli, simbolo apostolico. Il mosaico è visibile a un livello più basso dell'odierna pavimento tramite l'utilizzo di un vetro. Nella zona, lungo il transetto, sono visibili altri mosaici dello stesso tipo, visibili allo stesso modo sotto il pavimento, sia appartenuti alla basilica, sia di epoca romana.
La grande volta a crociera che copriva il presbiterio duecentesco, come detto, è ancora completamente affrescata e le pitture, scoperte e restaurate solo nel 1957, si sono ottimamente conservate fino a noi. Nelle quattro vele, entro tondi, sono posti i simboli dei quattro Evangelisti, mentre nelle lunette di imposta sono raffigurati un Arcangelo e l'Albero della Vita. Il resto della volta è fittamente decorato da cornici, rosoni e motivi geometrici, così come i costoloni. Nella chiave di volta è raffigurato l'Agnus Dei. L'immagine della Vergine orante incensata dagli angeli è dipinta sulla lunetta che immette nella platea e, come il Cristo benedicente posto di fronte, presenta caratteri notevolmente bizantini. Frammenti di pitture dello stesso periodo, rappresentanti una Teoria di angeli entro clipei, si scorgono al di sotto della decorazione a racemi quattrocentesca dell'arcone d'ingresso al nuovo presbiterio.
Quest'ultimo, realizzato da Bernardino da Martinengo alla fine del Quattrocento, è composto da una campata quadrata coperta da volta a crociera che costituisce il coro, chiusa sul fondo da un'abside poligonale coperto da una volta a ombrello, il tutto molto sviluppato in altezza e attinente alle direttive dell'architettura gotica, sebbene si fosse già alle soglie del Cinquecento. Le pareti sono illuminate solamente da due alte bifore e le uniche decorazioni presenti sono quelle sui costoloni delle volte, a motivi vegetali. Le due chiavi di volta in marmo policromato sono opera di Gasparo Cairano e raffigurano Sant'Anatalone, primo vescovo di Brescia, e Santa Maria Assunta. Perdute, invece, sono le Storie della Vergine di Vincenzo Civerchio che ornavano le pareti. Al centro del presbiterio si trova il grande altare maggiore in marmo rosso di Verona, costruito forse al tempo di Berardo Maggi, pertanto alla fine del Duecento, ma consacrato solo nel 1342. Al di sopra, come ultimo sfondo di tutta la concattedrale, campeggia l'enorme Assunzione della Vergine, dipinta dal Moretto tra il 1524 e il 1526 e racchiusa entro un'elegante cornice in legno dorato, opera di arte rinascimentale. La tela, dalle raffinate cromie di gusto veneziano, è da considerarsi il vertice della produzione giovanile del pittore.
Sotto la grande pala è posto un busto marmoreo raffigurante Papa Alessandro VIII, che fu cardinale a Brescia dal 1664 al 1674, opera di Orazio Marinali del 1690. Ai lati della pala del Moretto sono poste due tele del Romanino provenienti dalla cappella del Santissimo Sacramento nella Basilica di San Pietro de Dom, che furono qui trasferite alla demolizione della chiesa. Le tele raffigurano la Caduta della manna nel deserto e l'Acqua che sgorga dalla roccia. La loro sistemazione in questo punto deve considerarsi provvisoria. Gli stalli del coro sono opera di più autori che vi hanno lavorato a varie riprese: iniziati da Antonio da Soresina nel 1524, sono stati da lui curati fino al 1529, dopodiché l'incarico è passato a Giovanni Maria Zampedris da Martinengo il quale, operando su disegno di Stefano Lamberti, li completa nel 1534.

#### Organo a canne

L'organo a canne

L'organo Antegnati-Serassi dopo il restauro anno 2023.

Di grande importanza è lo storico organo a canne fratelli Serassi opus 416, costruito in due fasi nel 1824-1826 e 1829-1832 reimpiegando integralmente il materiale fonico e la cassa del precedente strumento, opera di Giovan Giacomo Antegnati del 1536. Il disegno di gusto rinascimentale e la realizzazione della cassa si devono al bolognese Battista Piantavigna. L'organo possedeva due ante dipinte dal Romanino con le Storie della Vergine, conservate nel Duomo nuovo e ora (2023) riportate nella loro sede originaria a seguito del restauro. La consolle e di tipo a finestra, con unica tastiera scavezza di 62 tasti (Do-1-Fa5) e pedaliera scavezza a leggio di 18 pedali (Do-1-La2, 12 note reali). Dopo diversi interventi di pulitura e modifiche che si sono succeduti nei decenni, nel 2017 è iniziato un restauro da parte della ditta Mascioni., conclusosi ad ottobre 2023. L'organo è stato inaugurato con un concerto il 19 novembre 2023.
Ad agosto 2023 nell'organo è stato trovato un bigliettino del sedicesimo secolo in lingua lombarda, attribuito ad uno degli artigiani che l'ha costruito, Passino da Passirano.

### Transetto destro
Il transetto fa parte dell'ampliamento cinquecentesco del Duomo vecchio, ma l'aspetto attuale è dato dai numerosi restauri praticati nei secoli successivi. Gli affreschi che lo ricoprono, in particolare, sono opera di Tommaso Sandrini e Francesco Giugno e risalgono agli inizi del Seicento. Sulla testata di fondo di questo lato del transetto si trova un altare di legno dorato dalle esuberati forme barocche, probabilmente realizzato alla fine del Seicento. In questa zona, oltretutto, la forte umidità proveniente dalle pareti ha rovinato molto gli affreschi, mettendo alla luce lacerti del sottostante strato decorativo cinquecentesco, purtroppo altrettanto degradato.
Sulla parete destra, di fronte alla cappella del Santissimo Sacramento, è collocato un grande dipinto eseguito nel 1656 dal vicentino Francesco Maffei, raffigurante la Traslazione dei corpi dei vescovi Dominatore, Paolo e Anastasio. L'evento avvenne nel 1581: San Carlo Borromeo, visitando la chiesa di Santo Stefano in Arce (non più esistente), trovò le reliquie in cattivo stato di conservazione e ne ordinò la traslazione in più degna sede. Il dipinto, con grande sfarzo coloristico, raffigura la solenne processione del clero bresciano, presente anche San Carlo Borromeo in abito pontificale rosso, che accompagna il baldacchino contenente un sarcofago con le reliquie dei santi verso il Duomo vecchio, il tutto sovrastato da gruppi di angeli in gloria. Il dipinto, solitamente, è ricordato per il fatto di raffigurare il crollato campanile della cattedrale, visibile all'estrema destra. Poco più in là, seminascosta da un gruppo di angeli, è collocata anche la Basilica di San Pietro de Dom, della quale sono visibili un fianco e, vagamente, il rosone di facciata. Quella basilica, al tempo della realizzazione del dipinto, era già stata abbattuta da più di cinquant'anni (nel 1601), ancora prima della nascita di Francesco Maffei, avvenuta nel 1605 circa. All'epoca della realizzazione del dipinto, però, il cantiere della nuova cattedrale era ben lungi dall'essere completato e neppure si conosceva l'aspetto che avrebbe avuto il nuovo duomo, su cui ancora si discuteva; di conseguenza, non potendo lasciare il vuoto in quel tratto della piazza, Maffei vi dipinse una sommaria riproduzione di San Pietro de Dom, probabilmente ottenuta attraverso le descrizioni di qualche cittadino che era riuscito a vederla, oppure traendo spunto da altre riproduzioni. Non è un caso, quindi, che il profilo sia così vago, nascosto in gran parte dal gruppo di angeli che vi sta davanti: Francesco Maffei non conosceva nulla della basilica ormai demolita e si limitò a tratteggiarne il rosone e il tetto a doppio spiovente, unici tratti distintivi dell'edificio di cui poteva essere certo.

#### Cappella del Santissimo Sacramento
La costruzione della cappella risale al 1572 e, come già detto, era inizialmente dedicata a Santa Giustina di Padova, poiché nel giorno a lei dedicato era stata vinta, pochi mesi prima, la Battaglia di Lepanto. Alla demolizione della Basilica di San Pietro de Dom, che avvenne circa trent'anni dopo, tutte le tele presenti nella cappella del Santissimo Sacramento di quella chiesa furono trasferite qui e il titolo della cappella fu cambiato. Le tele erano state commissionate verso la metà del Cinquecento al Romanino e al Moretto per decorarne le pareti. Attualmente, quelle del Moretto sono ancora presenti nella cappella, mentre le due del Romanino sono provvisoriamente poste nell'abside della concattedrale, ai lati della pala centrale. Un'ultima tela del Moretto, facente parte del medesimo ciclo, si trova sulla testata sinistra del transetto.
La struttura della cappella, a pianta quadrata con una piccola cupola di copertura, è dominata dall'altare maggiore in marmi pregiati e decorato da statue in pietra dei Carra, famiglia di importanti scultori rinascimentali del Cinquecento bresciano. Queste opere, in particolare, così come le balaustre poste all'ingresso della cappella, provengono dalla mano dei fratelli Giovanni e Carlo Carra e sono dei primi del Seicento. Serve da pala d'altare un Cristo flagellato, affresco del tardo Quattrocento attribuito a Paolo Caylina il Vecchio, staccato nel 1603 dal passaggio che, dal Duomo vecchio, portava a San Pietro de Dom. I dipinti alle pareti, opera del Moretto, fanno parte della maturità e attività estrema dell'autore e sono Elia confortato dall'angelo sulla parete sinistra, il Convitto dell'agnello pasquale sulla destra, l'Evangelista Marco e l'Evangelista Luca sulla parete di fondo. Ai lati della cancellata, invece, sono posti gli Evangelisti Matteo e Giovanni, opera della metà del Seicento di Francesco Barbieri da Legnago, detto "lo Sfrisato".

### Transetto sinistro
Tutta la zona del transetto, come detto, è stata aggiunta alla concattedrale alla fine del Quattrocento, ma l'assetto attuale della sua metà sinistra è quello conferito da Giovanni Maria Piantavigna nel 1571. Gli affreschi, invece, esattamente come il transetto destro ma molto meglio conservati, sono opera di Tommaso Sandrini e Francesco Giugno e risalgono agli inizi del Seicento. Sulla parete sinistra, davanti alla cappella delle Sante Croci, è posta la tomba monumentale del cardinale Francesco Morosini, vescovo di Brescia dal 1585 al 1596. Il sepolcro, dalle linee imponenti e di gusto tardo-manieristico, è opera di Antonio Carra e risale ai primi del Seicento. Sulla testata del transetto, invece, è addossata una lastra funeraria risalente all'inizio del Cinquecento di un non meglio noto Battista L., mentre in alto è appesa una tela raffigurante Melchisedech offre pane e vino al patriarca Abramo, opera estrema del Moretto con apporto dell'allievo Luca Mombello, già parte del ciclo di tele realizzato per la cappella del Santissimo Sacramento nella Basilica di San Pietro de Dom.

#### Cappella delle Sante Croci
La cappella, costruita nel 1495 da Bernardino da Martinengo al posto della vecchia sacrestia della concattedrale, deve l'aspetto attuale ai lavori di ristrutturazione effettuati nel 1596: in quell'anno, il decoratore Andrea Colomba opera gli stucchi della cupola. Nel 1605 si decide di completare il lavoro commissionando a vari autori un ciclo di cinque tele da appendere alle pareti, delle quali solo due vengono realizzate. Quella a sinistra è l'Apparizione della Croce a Costantino, dipinta da Grazio Cossali nel 1606, mentre quella a destra raffigura la Donazione di Namo di Baviera, realizzata da Antonio Gandino nello stesso periodo. La balaustra e l'altare in marmi pregiati, decorati con putti in marmo botticino, sono opera dello scultore Carlo Carra. La cappella contiene il tesoro delle Sante Croci, custodito nel cassone in ferro dorato visibile sulla sommità dell'altare. Si tratta di quattro importanti pezzi, fra i quali spicca la Reliquia Insigne, cioè tre frammenti della Vera Croce. Il tesoro è amministrato e salvaguardato dalla storica compagnia dei Custodi delle Sante Croci, fondata ufficialmente nel 1520.

### Ambulacro sinistro e cappella della Madonna
L'ambulacro sinistro della concattedrale, simmetricamente con il destro, ospita incastonato nella parete il monumento funebre di Domenico de Dominici, che resse la diocesi cittadina fra il 1464 e il 1478, anno della sua morte. Si tratta di uno splendido esempio di scultura rinascimentale quattrocentesca a Brescia, in un'epoca in cui l'arte gotica era ancora assolutamente radicata e utilizzata. Caratterizzata da una forte impronta classicista, l'opera è concepita in forme rigorose e sobrie, con due lesene laterali decorate con candelabre. Festoni e clipei arricchiscono il tutto: in questi ultimi, inoltre, sono effigiati busti di personaggi dell'antichità visti di profilo. Le due lesene sostengono un architrave e come coronamento è posto un timpano triangolare: all'interno del profondo vano centrale è quindi posta la cassa, sulla quale è scolpita la figura del vescovo giacente a mani incrociate. Una lunga iscrizione in latino ricorda e celebra la cultura umanistica, la dottrina e l'attività di politico e di diplomatico che portarono il de Dominici fino alla ta del vecchio presbiterio. In questo caso, però, l'affresco è più rovinato e i toni cromatici sono notevolmente più spenti.

## Opere già nel duomo
- Moretto, Stendardo delle Sante Croci, 1520-21, dalla cappella delle Sante Croci, alla Pinacoteca Tosio Martinengo.
- Moretto, Cristo e l'angelo, 1550 circa, dalla cappella delle Sante Croci, alla Pinacoteca Tosio Martinengo.

## Vescovi di Brescia sepolti nel Duomo vecchio
- Dominatore (22º vescovo di Brescia, VI secolo)[21]
- San Paolo III (23º vescovo di Brescia, fine VI secolo, inizi VII secolo)[21]
- Sant'Attanasio da Brescia (25º vescovo di Brescia, VII secolo, fino al 610)[21]
- Domenico (26º vescovo di Brescia, VII secolo)[21]
- Berardo Maggi (68º vescovo di Brescia, dal 1275 al 1308)[22]
- Lamberto Balduino della Cecca (73º vescovo di Brescia, dal 1344 al 1349)[23]
- Domenico de Dominici (90º vescovo di Brescia, dal 1464 al 1308)[24]
- Domenico Bollani (96º vescovo di Brescia, dal 1559 al 1579)[25]
- Giovanni Dolfin (97º vescovo di Brescia, dal 1579 al 1584)[26]
- Gianfrancesco Morosini (cardinale) (98º vescovo di Brescia, dal 1585 al 1596)[27]
- Vincenzo Giustiniani (100º vescovo di Brescia, dal 1633 al 1645)
- Marco Morosini (101º vescovo di Brescia, dal 1645 al 1654)[28]

### Fonti antiche
- Paolo Brognoli, Nuova guida per la città di Brescia opera di Paolo Brognoli, illustrazioni di Pietro Bassaglia, Brescia, presso Federico Nicoli-Cristiani tipografo nel palazzo Avogadro a S. Alessandro, 1826,  pp. 135-139, SBN RMRE000817.

### Fonti moderne
- Luigi Francesco Fè d'Ostiani, Cattedrale Antica o Rotonda, in Paolo Guerrini (a cura di), Storia, tradizione e arte nelle vie di Brescia, Brescia, Figli di Maria Immacolata, 1927,  pp. 305-311, SBN VEA1145856.
- Francesco De Leonardis (a cura di), Guida di Brescia, La storia, l'arte, il volto della città, Brescia, Grafo, 2018, ISBN 9788873859918, OCLC 1124648622, SBN BVE0818515.
- Paolo Guerrini, Il Duomo Vecchio, in Santuari, chiese, conventi, Brescia, Edizioni del Moretto, 1986, SBN PBE0151426.
- Matteo Ferrari, Storia dell’arte e Medioevo bresciano: Un profilo critico (PDF), in Sergio Onger (a cura di), Brescia nella storiografia degli ultimi quarant’anni, Brescia, Morcelliana, 2013,  pp. 83-128, ISBN 978-88-372-2717-3, SBN UBS0003988.
- Carlo Perogalli, Enzo Pifferi e Laura Tettamanzi, Romanico in Lombardia, Como, Editrice E.P.I., 1981.
- Walter Cupperi, IL SARCOFAGO DI BERARDO MAGGI, SIGNORE E VESCOVO DI BRESCIA, E LA QUESTIONE DEI SUOI RITRATTI TRECENTESCHI: Tradizioni episcopali, iconografie cerimoniali, contesto civico e circolazione regionale, in Annali della Scuola Normale Superiore di Pisa. Classe di Lettere e Filosofia, vol. 5, n. 2, Pisa, 2000,  pp. 387-438, SBN LO11265116.
- Antonio Fappani (a cura di), DUOMO VECCHIO, in Enciclopedia bresciana, vol. 3, Brescia, La Voce del Popolo, 1978, OCLC 163181930, SBN MIL0272987.
- Gaetano Panazza e Danilo Allegri, Il Duomo Vecchio di Brescia, Brescia, Banca San Paolo di Brescia, 1974.
- Il Duomo Vecchio dopo la recente sistemazione, in Il popolo di Brescia: quotidiano della Federazione prov. fascista, 12 dicembre 1929,  p. 4.
- V. Terraroli, Luigi Arcioni e i restauri ottocenteschi alla Rotonda: storia e problematiche di un intervento, collana Le cattedrali di Brescia, Brescia, Grafo, 1987, OCLC 745960752, SBN VEA0031536.
- Gaetano Panazza, Guida alle chiese cattedrali di Brescia, Brescia, Tipografia Camuna, 2005, SBN VIA0209769.
- Marco Rossi, Aspetti romanici della Rotonda di Brescia: problemi storiografici, critici e di restauro, in Civiltà Bresciana, Anno 10 (2001),  n. 1, SBN CFI0170561.
- Andrea Breda, Dario Gallina, Sopra e Sotto la Rotonda, in Marco Rossi, La Rotonda di Brescia, apparati archeologici a cura di Andrea Breda e Dario Gallina; rilievi architettonici a cura di Renato Marmori ; fotografie di BAMS photo Rodella, Milano, Jaca Book, 2004,  pp. 194-206, ISBN 88-16-60330-5, SBN USM1384295.
- Francesca Stroppa, A proposito della propaganda episcopale di Berardo Maggi (PDF), in Memorie storiche della diocesi di Brescia, Brixia sacra, Brescia, Studium, 2017,  pp. 123-233, ISBN 978-88-382-4555-8.
- Valentina Volta e Renata Salvarani, La rotonda di Brescia, in Rotonde d'Italia: analisi tipologica della pianta centrale, Milano, Jaca Bock, 2008, ISBN 978-88-16-40795-4, SBN LO11179624.
- Giuseppe Cavallari, Le epigrafi del Duomo di Brescia, a cura di Gabriele Archetti, Brescia, Studium, 2017, ISBN 978-88-382-4522-0, SBN RML0411446.
- Roberto Cassanelli, Paolo Piva (a cura di), La Rotonda di Santa Maria (gruppo cattedrale) di Brescia, in I grandi cantieri, Lombardia Romanica, schede di Roberto Cassanelli, Milano, Jaca Book, 2010,  pp. 89-97, ISBN 978-88-16-60438-4, SBN PAR1198526.
- Vito Zani, Gasparo Cairano e la scultura monumentale del Rinascimento a Brescia (1489-1517 ca.), Roccafranca, La Compagnia della Stampa, 2010, ISBN 978-88-8486-400-0, OCLC 800227892, SBN CFI0751171.